# 小泉ポロン
小泉 ポロン（こいずみ ポロン、1月20日 - ）は日本のマジシャン。本名は橋本雅子。横浜市出身。有限会社ショータイムスタジオウィッチステーションの女性マジシャングループ「魔女軍団」「北見伸&スティファニー」に所属している。
予言、読心術などのメンタルマジック、サイキック（超能力）、スピリット（心霊）マジック など、霊的な力を使う技（のようなマジック）を得意としている。
新聞の求人広告でマジシャンになる。身長157cm。血液型はO型。好きなものは筋トレ、ヘヴィメタル、ピザ。都内ライブハウスで定期的に単独ライブを開催。オリジナルの新ネタを発表している。
2017年4月公益社団法人落語芸術協会加入。

## 出演

### メディア・マスコミ
- 日本テレビ「スッキリ!!」
- 日本テレビ「メレンゲの気持ち」
- フジテレビ「お笑いマジック王座決定戦」
- NHK総合「金曜バラエティー」
- 関西テレビ「ギョクセキっ!」
- NHK BS「BSふれあいホール」
- R-1ぐらんぷり公式DVD
- 双葉社「増刊大衆」
- フジテレビ「お台場冒険王」レギュラー出演
- 映画「10人の泥棒たち」公開記念プレスイベント
- BS朝日「お笑い演芸館」
- BSフジ「ザ・マジックシアター」

など

### 主催ライブ
- 「じぇみポロマジック女体盛り（仮）」あっとおどろく放送局（2011年5月22日）
- 「サイコメトラー　ポロンの実験室」ハイジアV-1（2012年7月12日)
- 「マジックライブ　小泉ポロン　勉強会」新宿レッドノーズ（2013年10月3日)
- 「マジックライブ　小泉ポロン　勉強会」新宿レッドノーズ（2014年2月27日)
- 「マジックライブ　小泉ポロン　勉強会」新宿レッドノーズ（2014年7月17日)
- 「マジックライブ　小泉ポロン　勉強会」新宿レッドノーズ（2015年3月3日)
- 「マジックライブ　小泉ポロン　勉強会」新宿レッドノーズ（2015年9月17日)
- 「マジックライブ　小泉ポロン　勉強会」ハイジアV-1（2016年5月24日)
- 「マジックライブ　小泉ポロン　勉強会」池袋シアターYES（2016年9月5日)
- 「マジックライブ　小泉ポロン　勉強会」池袋シアターYES（2017年5月25日)